# Octotapnia
Octotapnia is een kevergeslacht uit de familie van de boktorren (Cerambycidae). De wetenschappelijke naam van het geslacht werd voor het eerst geldig gepubliceerd in 1992 door Galileo & Martins.

## Soorten
Octotapnia omvat de volgende soorten:
- Octotapnia ceiaca Galileo & Martins, 1998
- Octotapnia exotica Galileo & Martins, 1992
- Octotapnia mucunaca Galileo & Martins, 1998